# Nekrolog 1661
Nekrolog
◄◄
| ◄
| 1657
| 1658
| 1659
| 1660
| 1661 | 1662 | 1663 | 1664 | 1665 | ► | ►►
Weitere Ereignisse | Allgemeiner Nekrolog 1661
Die Beschreibung der verstorbenen Person sollte so kurz wie möglich gehalten sein und nur deren signifikante Tätigkeit(en) enthalten.
Neue Namen ggf. auch unter dem Geburts- und Sterbedatum, also etwa unter 1. Januar und im Geburts- und Sterbejahr (2024) eintragen (nur bei entsprechender großer Wichtigkeit). Für Beispiele siehe die schon vorhandenen Artikel.
Außerdem über die fünf zuletzt Verstorbenen, zu denen es einen ausreichend guten Artikel für eine Präsentation auf der Hauptseite gibt, nach der todesbedingten Überarbeitung der Artikel ggf. auch unter Wikipedia Diskussion:Hauptseite informieren und sie am besten auch in den anderen Wikipedia-Sprachversionen eintragen. Tipp: Regelmäßig bei news.google.de nach „ist tot“, „gestorben“ oder „verstorben“ suchen.
Wenn eine Person gestorben ist, gibt es viele Seiten zu dieser Person in der Wikipedia, die davon auch betroffen sind und entsprechend aktualisiert werden müssen. Beispiele: Namenübersichtsseite, Geburtsjahr, Geburtsort-Seiten und viele mehr.
Wie finde ich die betroffenen Seiten?
Im Suchfeld auf der linken Seite gibt man den Suchbegriff so ein: „Vorname Nachname“. Dann klickt man auf Volltext und alle Seiten mit entsprechendem Suchtext werden aufgerufen. Hier sieht man dann schnell, wo auch das Todesjahr Sinn macht oder sogar ein Teil des Artikels angepasst werden muss. Auch hilft das „Werkzeug“ auf der linken Seite sehr gut, um solche Seiten aufzufinden: „Links auf diese Seite“. Somit ist die Wikipedia wieder aktuell in allen Bereichen! Hinweis: bei Eintragung der Kategorie „Gestorben JAHR“ wird der Missbrauchsfilter 49 ausgelöst, was jedoch nicht schlimm ist. Siehe: Spezial:Missbrauchsfilter/49
Dies ist eine Liste von im Jahr 1661 verstorbenen bekannten Persönlichkeiten. Die Einträge erfolgen innerhalb der einzelnen Daten alphabetisch sortiert. Tiere sind im Nekrolog für Tiere zu finden.

## Januar
| Tag        | Name                         | Beruf, bekannt als                                                                | Alter | Beleg |
| ---------- | ---------------------------- | --------------------------------------------------------------------------------- | ----- | ----- |
| 1. Januar  | Christian Bockelmann         | deutscher evangelischer Theologe                                                  |       |       |
| 19. Januar | David Erythropel             | deutscher lutherischer Theologe, Lehrer und Direktor einer Schule, Schriftsteller | 56    |       |
| 19. Januar | Thomas Venner                | englischer Küfer und Rebell                                                       |       |       |
| 24. Januar | Johann Flugi von Aspermont   | Bischof von Chur                                                                  | 65    |       |
| 30. Januar | Dietrich Adolf von der Recke | Fürstbischof von Paderborn                                                        | 59    |       |

## Februar
| Tag         | Name                         | Beruf, bekannt als                                            | Alter | Beleg |
| ----------- | ---------------------------- | ------------------------------------------------------------- | ----- | ----- |
| 2. Februar  | Lukas Holste                 | deutscher humanistischer Gelehrter, Bibliothekar und Geograph |       |       |
| 5. Februar  | Shunzhi                      | Kaiser von China                                              | 22    |       |
| 7. Februar  | Georg Pauli-Stravius         | Weihbischof in Köln                                           | 67    |       |
| 10. Februar | Johann Conrad Hochstetter    | lutherischer Theologe                                         |       |       |
| 12. Februar | August Buchner               | deutscher Lyriker                                             | 69    |       |
| 15. Februar | Sebastian Peregrin Zwyer     | Schweizer Militär, Diplomat und Politiker                     |       |       |
| 25. Februar | Wilhelm Schorigus der Ältere | deutscher Bildhauer                                           |       |       |

## März
| Tag      | Name                   | Beruf, bekannt als | Alter | Beleg |
| -------- | ---------------------- | --- | ----- | ----- |
| 1. März  | Richard Zouch          | englischer Richter, Politiker und Hochschullehrer                                                                             |       |       |
| 9. März  | Caspar Della           | österreichischer Maler des Barock                                                                                             |       |       |
| 9. März  | Jules Mazarin          | französischer Staatsmann und Kardinal                                                                                         | 58    |       |
| 14. März | Adam Lenckhardt        | deutscher Elfenbeinschnitzer                                                                                                  | 50    |       |
| 16. März | Jürgen Ernst von Wedel | schwedischer General und Gesandter                                                                                            |       |       |
| 17. März | Gerhard Winter         | deutscher evangelisch-lutherischer Geistlicher, Hauptpastor der Lübecker Jakobikirche und Senior des Geistlichen Ministeriums | 71    |       |
| 23. März | Pieter de Molijn       | niederländischer Landschaftsmaler                                                                                             | 65    |       |
| 24. März | Sigismund Weier        | deutscher Mathematiker, Bibliothekar und Historiker                                                                           | 82    |       |
| 27. März | Inoue Masashige        | japanischer Großinspekteur, Schlüsselfigur in den Beziehungen der Regierung zur Niederländischen Ostindien-Kompanie           |       |       |

## April
| Tag       | Name                               | Beruf, bekannt als                                | Alter | Beleg |
| --------- | ---------------------------------- | ------------------------------------------------- | ----- | ----- |
| 4. April  | Alexander Leslie, 1. Earl of Leven | schottischer Soldat                               |       |       |
| 5. April  | John Webster                       | englischer Gouverneur der Kolonie von Connecticut | 70    |       |
| 25. April | Jakob von Manteuffel               | Brandenburger Obrist im Dreißigjährigen Krieg     |       |       |
| 27. April | Elias von Löwen                    | deutscher Arzt, Mathematiker und Astronom         |       |       |

## Mai
| Tag     | Name                  | Beruf, bekannt als                                                                | Alter | Beleg |
| ------- | --------------------- | --------------------------------------------------------------------------------- | ----- | ----- |
| 1. Mai  | Johann von Geyso      | Generalleutnant im Dreißigjährigen Krieg, Geheimer Kriegsrat und Gutsherr         | 68    |       |
| 4. Mai  | Jean de Cambefort     | französischer Sänger und Komponist des Barock                                     |       |       |
| 4. Mai  | Heino Lambeck         | deutscher Schreib- und Rechenlehrer, Mathematiker und Pädagoge                    |       |       |
| 8. Mai  | Johannes Horrichem    | deutscher Geistlicher, fünfunddreißigster Abt der Prämonstratenserabtei Steinfeld |       |       |
| 9. Mai  | Alberich Mazak        | österreichischer Komponist, Chorleiter und Kapellmeister                          |       |       |
| 12. Mai | Jacob Willemsz. Delff | holländischer Maler                                                               | 42    |       |
| 12. Mai | Andreas Wolf          | deutscher Mediziner                                                               | 46    |       |
| 14. Mai | Ilario Casolani       | italienischer Maler                                                               |       |       |
| 26. Mai | Johannes Poncius      | irischer römisch-katholischer Theologe (Franziskaner) und Philosoph               |       |       |
| 31. Mai | Gregor Horst          | deutscher Mediziner                                                               | 34    |       |
| Mai     | Scipion Dupleix       | französischer Philosoph, Historiker und Romanist                                  |       |       |

## Juni
| Tag      | Name               | Beruf, bekannt als                                | Alter | Beleg |
| -------- | ------------------ | ------------------------------------------------- | ----- | ----- |
| 6. Juni  | Martino Martini    | Missionar, Geograf, Historiker                    | 46    |       |
| 11. Juni | Georg II.          | Landgraf von Hessen-Darmstadt (1626–1661)         | 56    |       |
| 11. Juni | Johann Hülsemann   | deutscher lutherischer Theologe                   | 58    |       |
| 19. Juni | Christoph Gerdes   | Lübecker Bürgermeister                            |       |       |
| 19. Juni | Johann Georg Oppel | kursächsischer Jurist und Wirklicher Geheimer Rat | 66    |       |
| 21. Juni | Andrea Sacchi      | italienischer Maler                               | 61    |       |
| 26. Juni | Lazaro Valvasensi  | italienischer Komponist und Organist              |       |       |

## Juli
| Tag      | Name                                       | Beruf, bekannt als                                                             | Alter | Beleg |
| -------- | ------------------------------------------ | ------------------------------------------------------------------------------ | ----- | ----- |
| 8. Juli  | Theophil Großgebauer                       | deutscher lutherischer Theologe                                                | 33    |       |
| 9. Juli  | Friedrich                                  | Pfalzgraf und Herzog von Zweibrücken                                           | 45    |       |
| 9. Juli  | Francesco Paolucci                         | italienischer Kardinal der Römischen Kirche                                    | 79    |       |
| 11. Juli | Eitel Friedrich II.                        | Fürst von Hohenzollern-Hechingen                                               | 60    |       |
| 17. Juli | Christian Schumann                         | Dresdner Ratsherr und Bürgermeister                                            | 57    | [ 1 ] |
| 19. Juli | Simon Hennings                             | deutscher lutherischer Theologe und Geistlicher                                | 53    |       |
| 21. Juli | Antonius Hambroek                          | niederländischer Missionar in Diensten der Niederländischen Ostindien-Kompanie |       |       |
| 23. Juli | Kilian Rebentrost                          | lutherischer Geistlicher und Bergprediger in Annaberg                          | 79    |       |
| 25. Juli | Bernard de Nogaret de La Valette d’Épernon | französischer Aristokrat und Militärbefehlshaber                               |       |       |
| 29. Juli | Valerian von Magnis                        | Provinzial der österreichisch-böhmischen Ordensprovinz der Kapuziner           | 74    |       |

## August
| Tag        | Name              | Beruf, bekannt als                              | Alter | Beleg |
| ---------- | ----------------- | ----------------------------------------------- | ----- | ----- |
| 6. August  | Angélique Arnauld | französische Äbtissin                           | 69    |       |
| 16. August | Thomas Fuller     | englischer Historiker                           |       |       |
| 24. August | August von Hanow  | deutscher Offizier, Oberhauptmann in Thüringen  | 70    |       |
| 29. August | Louis Couperin    | französischer Komponist, Organist und Violinist |       |       |

## September
| Tag           | Name                                 | Beruf, bekannt als                                                            | Alter | Beleg |
| ------------- | ------------------------------------ | ----------------------------------------------------------------------------- | ----- | ----- |
| 11. September | Jan Fyt                              | flämischer Maler                                                              | 50    |       |
| 11. September | Cornelius Schrevelius                | niederländischer Altphilologe                                                 | 53    |       |
| 13. September | Johann Balthasar Liesch von Hornau   | Weihbischof und Bistumsadministrator in Breslau                               | 69    |       |
| 13. September | Heinrich von Poser und Groß-Naedlitz | schlesischer Obersteuereinnehmer und Weltreisender                            | 62    |       |
| 15. September | Johannes Vervaux                     | deutscher Jesuit, Historiker und Beichtvater Maximilians I. von Bayern        |       |       |
| 22. September | Christoph Bach                       | Großvater von Johann Sebastian Bach                                           | 48    |       |
| 24. September | Georges de Brébeuf                   | französischer Schriftsteller und Übersetzer des Barock und der frühen Klassik |       |       |
| 29. September | Marcus von Eickstedt                 | herzoglich pommerscher Politiker, Diplomat und Beamter                        |       |       |
| 29. September | Ștefăniță Lupu                       | Herrscher des Fürstentums Moldau                                              |       |       |
| 29. September | Marc-Antoine Girard de Saint-Amant   | französischer Lyriker des Barock                                              | 66    |       |

## Oktober
| Tag         | Name                     | Beruf, bekannt als                                                        | Alter | Beleg |
| ----------- | ------------------------ | ------------------------------------------------------------------------- | ----- | ----- |
| 2. Oktober  | Paul Rotenburger         | deutscher Orgelbauer                                                      | 62    |       |
| 4. Oktober  | Jacqueline Pascal        | Schwester von Blaise Pascal und römisch-katholische Ordensschwester       | 36    |       |
| 6. Oktober  | Har Rai                  | Guru des Sikhismus                                                        | 31    |       |
| 6. Oktober  | Martin Zeiller           | deutscher Autor                                                           | 72    |       |
| 16. Oktober | Johan Franck             | schwedischer Arzt und Botaniker                                           | 71    |       |
| 18. Oktober | Antoine Léger der Ältere | französisch-schweizerischer evangelischer Geistlicher und Hochschullehrer |       |       |
| 19. Oktober | Franz von Cramm          | deutscher Hofbeamter                                                      | 51    |       |
| 26. Oktober | Johann Balthasar Schupp  | deutscher satirischer Schriftsteller und geistlicher Lyriker              | 51    |       |
| 31. Oktober | Köprülü Mehmed Pascha    | Großwesir des Osmanischen Reiches                                         |       |       |
| Oktober     | Gérard Desargues         | französischer Mathematiker                                                | 70    |       |

## November
| Tag          | Name                         | Beruf, bekannt als | Alter | Beleg |
| ------------ | ---------------------------- | --- | ----- | ----- |
| 1. November  | Philipp Prosper von Spanien  | Infant von Spanien und Portugal | 3     |       |
| 1. November  | Jonas Schlichting            | polnischer Theologe |       |       |
| 2. November  | Daniel Seghers               | Flämischer Maler |       |       |
| 7. November  | Moritz von Büren             | letzter Freiherr von Büren, Präsident des Reichskammergerichts in Speyer                                                             | 57    |       |
| 7. November  | Heinrich Schaevius           | deutscher Gymnasiallehrer und Dichter                                                                                                |       |       |
| 9. November  | Giacomo Giordano             | italienischer Benediktiner und katholischer Bischof                                                                                  |       |       |
| 10. November | Bernardino Spada             | Kardinal der römisch-katholischen Kirche                                                                                             | 67    |       |
| 11. November | David Ryckaert               | flämischer Maler | 48    |       |
| 16. November | João Lourenço Rebelo         | portugiesischer Komponist, Hofkomponist des Königs João IV. von Portugal                                                             |       |       |
| 26. November | Luis Méndez de Haro y Guzmán | spanischer Minister | 63    |       |
| 29. November | Christoph von Houwald        | königlich schwedischer, kursächsischer und Kurbrandenburger General, Herr der Herrschaft Straupitz, Maldeiten, Triecken und Posorten | 59    |       |
| 29. November | Brian Walton                 | britischer Orientalist und Bischof von Chester                                                                                       |       |       |

## Dezember
| Tag          | Name                         | Beruf, bekannt als                                 | Alter | Beleg |
| ------------ | ---------------------------- | -------------------------------------------------- | ----- | ----- |
| 1. Dezember  | Franz Wilhelm von Wartenberg | Bischof von Osnabrück                              | 68    |       |
| 4. Dezember  | Murad Bakhsh                 | Großmogul von Indien                               | 37    |       |
| 7. Dezember  | Ariana Nozeman               | erste Berufsschauspielerin in den Niederlanden     |       |       |
| 27. Dezember | Ambrosius Profe              | deutscher Organist, Komponist und Musikherausgeber | 72    |       |

## Datum unbekannt
| Tag | Name                             | Beruf, bekannt als                                                                                           | Alter | Beleg |
| --- | -------------------------------- | --- | ----- | ----- |
|     | Johann Cothmann                  | deutscher Jurist und Diplomat                                                                                |       |       |
|     | Georg Decker                     | deutscher Buchdrucker und Verleger in Basel                                                                  |       |       |
|     | Jonas Deutschlender              | deutscher Mediziner                                                                                          |       |       |
|     | François Dusart                  | flämischer Bildhauer des 17. Jahrhunderts                                                                    |       |       |
|     | Thomas Eder von Kainbach         | kaiserlicher Hofzahlmeister, steirischer Hofpfennigmeister und jüngerer Bruder von Andreas Eder von Kainbach |       |       |
|     | Andreas Frisch                   | österreichischer Tischler und Altarbauer                                                                     |       |       |
|     | Johan Huydecoper van Maarsseveen | Bürgermeister von Amsterdam                                                                                  |       |       |
|     | Richard Mico                     | englischer Komponist                                                                                         |       |       |
|     | Vasile Lupu                      | Wojwode des Fürstentums Moldau                                                                               |       |       |
|     | Cornelis van Senen               | indonesischer Lehrer, calvinistischer Prediger und Landbesitzer                                              |       |       |
|     | Hendrick van Uylenburgh          | niederländischer Kunsthändler                                                                                |       |       |
|     | Johann Volkamer                  | deutscher Kaufmann und Fabrikant und Gartenliebhaber                                                         |       |       |
|     | Cornelis Vroom                   | niederländischer Maler                                                                                       |       |       |
|     | Johann Ludwig von Wolzogen       | österreichischer Philosoph und Theologe und als solcher ein Vertreter des früh-neuzeitlichen Sozinianismus   |       |       |
|     | Johann Siegmund Wurffbain        | deutscher Ostindien-Reisender                                                                                |       |       |